# Кирена (міфологія)
Кире́на (грец. Κυρήνη) — у давньогрецькій міфології фессалійська німфа, дочка царя лапифів Гіпсея, правнучка Океана, мати Арістея.

## Історія кохання Кирени та Аполлона
Кирена відзначалася греками як охоронниця стад, мешканка лісів, безстрашна мисливиця. Піндар і Аполлоній розповідали, що Аполлон одного разу побачив, як вона боролася з могутнім левом, і закохався без пам'яті. Аполлон забрав Кирену в своїй колісниці туди, де пізніше утворилося місто Кирена. Там їх уже чекала Афродіта і без зволікань приготувала їм ложе в золочених палатах Лівії. Того ж вечора Аполлон пообіцяв Кирені довге життя, угамування пристрасті до полювання і владу над родючою країною. Після цього він залишив її на піклування дочок Гермеса, миртових німф, і там, на найближчому пагорбі, вона народила Арістея, а після другого відвідування Аполлона в неї народився віщун Ідмона. Але одну ніч вона була з Аресом, від якого в неї народився фракійський Діомед, власник коней-людожерів. Історія кохання Аполлона до Кирени, прихід бога до кентавра Хірона за порадою, а також пророцтво кентавра про щасливе майбутнє Кирени та її потомства розказані Піндаром (Піфійські оди, IX).